# مول
مول (به انگلیسی: Mole) یکی از واحدهای شمارشی است. یک مول، طبق تعریف سنتی، مقداری از هر ماده است که تعداد ذرات بنیادی آن (مولکول یا اتم) برابر با تعداد اتم‌های موجود در ۱۲ گرم از کربن-۱۲ است.
این تعداد، عدد آووگادرو نامیده شده و برابر است با ۱۰۲۳×۶.۰۲۲۱۴۰۷۶
که در واقع مقداری از جسم که تعداد واحدهای بنیادی آن برابر با عدد آووگادرو باشد، یک مول است که به صورت واحد SI به‌شمار می‌رود.
برای به دست آوردن یک مول از یک ماده کافیست عدد ۱۰۲۳ ×۶.۰۲ را به خاطر آوریم به این مقدار اتم یا مولکول از هر ماده یک مول از آن ماده گفته می‌شود در واقع به خاطر سخت بودن کار با واحد amu در آزمایشگاه‌ها یا بهتر است بگوییم غیرممکن بودن آن دانشمندان به فکر ابداع واحد مول افتادند.
مطابق تعریف جدید (لازم اجرا پس از ۲۰ می ۲۰۱۹)، یک مول ماده حاوی دقیقاً ۱۰۲۳×(۰)۶.۰۲۲۱۴۰۷۶ ذره (اتم، مولکول و…) است.

## جرم مولی
به جرم یک مول ذرّه (اتم، مولکول یا یون) بر حسب گرم، جرم مولی می‌گویند. یکای جرم مولی گرم بر مول (g/mol) است. به عبارت دیگر جرم مولی، جرم 10²³×6.02214086 یا به‌طور خلاصه ۱۰۲۳ × ۶.۰۲ از یک مادّه یا ذرّه را نشان می‌دهد. برای مثال جرم مولی هیدروژن به تقریب، ۱، هلیم ۴، کربن ۱۲، آهن ۵۶ و اورانیم ۲۳۸ است.
جرم مولی یک مادّه برابر با مجموع جرم مولی اتم‌های سازندهٔ آن می‌باشد. به‌طور مثال جرم مولی آب (H2O) برابر با ۱۸= ۱۶+۱(۲)؛ چون جرم مولی هیدروژن ۱ گرم بر مول و در هر مولکول آب ۲ اتم هیدروژن وجود دارد و جرم مولی اکسیژن هم ۱۶ گرم بر مول است.
از نظر عددی، جرم یک اتم بر حسب amu برابر با جرم یک مول از همان اتم برحسب گرم است؛ مثلاً جرم یک اتم آهن amu 56 و جرم یک مول آهن ۵۶ گرم است؛ جرم یک اتم اکسیژن ۱۶ amu، و جرم مولی اکسیژن نیز ۱۶ g/mol می‌باشد.
برای به دست آوردن جرم یک اتم بر حسب amu نیز می‌توان تعداد نوترون‌ها و پروتون‌ها را با هم جمع بست و عدد جرمیِ حاصل به تقریب خوبی همان جرم اتمی بر حسب amu است؛ البتّه صرف نظر از ایزوتوپ(هم‌مکان)های آن عنصر؛ مثلاً اتم لیتیمی که بیشتر در طبیعت یافت می‌شود (۹۴٪)، لیتیم-۷ است یعنی ۳ پروتون و ۴ نوترون دارد. در این صورت می‌گوییم جرم اتمی لیتیم برابر 7 amu است که با تقریب خوبی به جرم اتمی واقعی آن (6.94 amu) بسیار نزدیک است. پس می‌توانیم بگوییم:
عدد جرمی لیتیم = جرم اتمی لیتیم(amu) = جرم مولی لیتیم(g) = ۷